# Euchaetis esterhuysenae
Euchaetis esterhuysenae är en vinruteväxtart som beskrevs av I. Williams. Euchaetis esterhuysenae ingår i släktet Euchaetis och familjen vinruteväxter. Inga underarter finns listade i Catalogue of Life.